# Major Tom (Coming Home)
Major Tom (Coming Home), nella versione tedesca Major Tom (völlig losgelöst), è una canzone di Peter Schilling presente nell'album Error in the System (pubblicato in tedesco come Fehler im System). 
Il brano richiama il protagonista di Space Oddity di David Bowie, identificato come Major Tom ("Maggiore Tom" in italiano).
La canzone, originariamente cantata in lingua tedesca, venne pubblicata nella Repubblica Federale di Germania il 3 gennaio 1983, diventando la hit numero uno in Germania, Austria e Svizzera. La versione in lingua inglese venne invece pubblicata negli Stati Uniti il 24 settembre 1983; arrivò al primo posto in Canada, al quarto in Sudafrica e al quattordicesimo nella Billboard Hot 100 Singles nella settimana del 24 dicembre 1983. Alle due versioni furono abbinati differenti videoclip.
Nella sua versione originaria la canzone è stata inclusa nella colonna sonora del film ambientato nella Berlino di fine anni ottanta Atomica bionda (2017) ed è stata utilizzata nella seconda stagione della serie televisiva Netflix The Umbrella Academy (2020). È stata invece scelta per la sigla della serie tv Deutschland 83 nella versione inglese.
Tra gli anni Novanta e Duemila Schilling registrò nuove versioni di Major Tom.

## Classifiche
| Chart (1983-84)                   | Miglior posizione |
| --------------------------------- | ----------------- |
| Australia (Kent Music Report)     | 57                |
| Austrian Singles Chart            | 1                 |
| Canadian Singles Chart            | 1                 |
| Dutch Singles Chart               | 2                 |
| French Singles Chart              | 2                 |
| German Singles Chart              | 1                 |
| Irish Singles Chart               | 22                |
| New Zealand (Recorded Music NZ)   | 13                |
| Poland (LP3)                      | 16                |
| South African Chart               | 4                 |
| Swiss Singles Chart               | 1                 |
| UK Singles Chart                  | 42                |
| U.S. Billboard Hot 100            | 14                |
| US "Billboard" Dance/Disco Top 80 | 2                 |
| U.S. Cash Box Top 100             | 10                |

| Year-end chart (1984)          | Rank |
| ------------------------------ | ---- |
| US Top Pop Singles (Billboard) | 96   |

## Versioni cover
- Nel 1983 il cantante belga Plastic Bertrand pubblicò una cover in francese del brano, inserendolo all'interno dell'album Chat Va? ...Et Toi?.[13]

- Shiny Toy Guns rilasciò una versione cover nel 2009[14]
- Jay Del Alma rilasciò una versione in lingua spagnola, intitolata Vuela (Major Tom).[15]
- DJ LUM!X e DJ Hyperclap pubblicarono una versione remixata nel 2020.

## Nei media
- Major Tom è la sigla delle miniserie Deutschland 83-86-89.